# اوپی (ایتالیا)
اوپی (به ایتالیایی: Opi) یک کومونه در ایتالیا است که در استان لاکویلا واقع شده‌است.

## خصوصیات
اوپی ۴۹٫۴۶ کیلومترمربع مساحت و ۴۶۹ نفر جمعیت دارد و ۱٬۲۵۰ متر بالاتر از سطح دریا واقع شده‌است.